# Brezoi
Brezoi – miasto w południowej Rumunii, w okręgu Vâlcea. Liczy 7 tys. mieszkańców. Leży 35 kilometrów na północ od Râmnicu Vâlcea i 66 kilometrów na południe od Sybina. Prawa miejskie uzyskało w 1887. Merem miasta jest Elena Corotchi.